# Magma (àlgebra)
En matemàtiques, un magma és una estructura algebraica consistent en un conjunt dotat d'una llei de composició interna. No s'imposa cap axioma sobre aquesta llei de composició interna. Això fa que rarament els magmes siguin motiu d'estudi específic. Evidentment qualsevol altra estructura donada per una operació interna és un magma; per exemple, un magma associatiu amb element neutre és un monoide, i si a més tot element és simetritzable llavors és un grup.
El terme magma va ser introduït per N. Bourbaki en el seu volum Algèbre dels Éléments de mathématique. Els magmes també havien estat anomenats grupoides, però actualment aquest terme es reserva per a una altra estructura algebraica.

## Exemple
Sigui X un conjunt format pels subconjunts següents: {\displaystyle X=\{A,B,C,D,E,F,G,\emptyset \}} i siguin al seu torn els subconjunts formats pels elements següents:
{\displaystyle A=\{1,2\}}, {\displaystyle B=\{1,3\}}, {\displaystyle C=\{2,3\}}, {\displaystyle D=\{1\}}, {\displaystyle E=\{2\}}, {\displaystyle F=\{3\}}, {\displaystyle G=\{1,2,3\}}.
Sigui {\displaystyle \circledcirc } una operació definida en X tal que, per a dos elements N i M qualssevol, {\displaystyle N\odot M=N\cup (X\backslash M)}. L'operació definida anteriorment pot ser entesa com la unió de N amb el conjunt complementari de M respecte a X (amb 1, 2 i 3 com a possibles elements).
Aquesta operació en X {\displaystyle (X,\circledcirc )} forma un magma amb les característiques següents:

### L'operació del conjunt és una llei de composició interna
Els únics elements de tots els conjunts que pertanyen a X són 1,2 i 3. Les combinacions possibles amb aquests tres elements són tenir-ne només un, tenir-ne dos, tenir-ne els tres o no tenir-ne cap. Totes aquestes combinacions d'elements corresponen a subconjunts de X.
En realitzar la unió d’un dels subconjunts amb el complementari d’un altre, s'obté el conjunt buit o una llista que conté un o més d’un dels elements que pertanyen als subconjunts de X. Aquesta llista correspon necessàriament a un subconjunt de X i, per tant, la nostra operació és interna dins del conjunt.

### No té element neutre
L'element neutre I d'aquest conjunt ha de verificar que per a tot element N de X: {\displaystyle N\circledcirc I=I\circledcirc N=N}. En l'equació {\displaystyle N\circledcirc I=N} s'està duent a terme la unió de N amb el complementari de I. Per aconseguir N, l’altre conjunt amb el qual es realitza la unió ha de ser el conjunt buit. Per tant, I, en aquest cas, equivaldria al complementari del conjunt buit al nostre conjunt, és a dir, G.
Tanmateix, en substituir I per G a la segona equació, s'obté sempre G per la definició de la unió, així que G només és un element neutre per la dreta: {\displaystyle G\circledcirc N=G}.
Per altra banda, a l'equació {\displaystyle I\circledcirc N=N}, es fa la unió de I amb el complementari de N. El complementari de N té els elements que no pertanyen a aquest subconjunt. En fer la unió d’aquest complementari amb qualsevol altre conjunt, els elements del conjunt complementari formaran necessàriament part del resultat de la unió, per la seva definició, fent que mai existeixi un element per l’esquerra el qual, operat amb N, doni ell mateix com a resultat.

### L’operació no és associativa
En cas de ser-ho, aquesta hauria de verificar la següent equació per a tres elements N, M i S qualssevol en X: {\displaystyle (N\circledcirc M)\circledcirc S=N\circledcirc (M\circledcirc S)}. Per provar que no és associativa, es pot prendre els següents valors: {\displaystyle (D\circledcirc G)\circledcirc A=D\circledcirc (G\circledcirc A)}. Al costat esquerre es té que {\displaystyle D\circledcirc G=D} i que {\displaystyle D\circledcirc A=B}. Al costat dret, en canvi, es té que {\displaystyle G\circledcirc A=G} i que {\displaystyle D\circledcirc G=D}. Per tant, l'operació {\displaystyle \circledcirc } no és associativa en el conjunt.

### La divisió no és sempre possible
Per ser-ho, aquesta s'hauria de verificar per a dos elements N i M qualssevol en X, existeixin un element Y i un element Z, també en X, tal que {\displaystyle Y\circledcirc N=N\circledcirc Z=M}. Per la naturalesa de l'operació definida en aquest conjunt, la qual no deixa de ser una unió de subconjunts, no sempre es pot obtenir un subconjunt M en X operant-ne dos altres, ja que si el subconjunt de l’esquerra té un element que M no té o el de la dreta no té un element que M té, no existirà cap divisor que satisfaci l’equació.